# La meva setmana amb Marilyn
La meva setmana amb Marilyn (títol original:  My Week with Marilyn) és una pel·lícula de drama biogràfic britànicoestatunidenca. Fou dirigida per Simon Curtis, estrenada el 2011. S'ha doblat al català.

## Argument
A Londres el 1956, sir Laurence Olivier està preparant una pel·lícula. El jove Colin Clark, entusiasta estudiant de cinema, vol implicar-se i maniobra per obtenir una feina: arriba a ser contractat com a tercer ajudant del director al plató de la pel·lícula. És així testimoni de les relacions entre l'actor-realitzador i la seva actriu-productora Marilyn Monroe durant el rodatge d'El príncep i la corista.
Quan Marilyn Monroe arriba a Anglaterra per començar el rodatge, la ciutat de Londres és en efervescència per la idea de rebre aquella estrella. Comença llavors una oposició entre un realitzador cada vegada més dur i una actriu sobremediatitzada, que un matrimoni recent amb l'intel·lectual Arthur Miller i que dubtes incessants debiliten.
Intrigat per Marilyn Monroe abans fins i tot de conèixer-la, Colin Clark és progressivament convidat per la dona a entrar en el seu món interior, on li descobreix les seves lluites íntimes, així com els seus temors relatius a la seva celebritat, a la seva bellesa i al seu desig de ser una gran actriu.

## Repartiment
| Intèrpret            | Personatge       | Veu en català       |
| -------------------- | ---------------- | ------------------- |
| Michelle Williams    | Marilyn Monroe   | Isabel Valls        |
| Eddie Redmayne       | Colin Clark      | David Brau          |
| Kenneth Branagh      | Laurence Olivier | Jordi Brau          |
| Julia Ormond         | Vivien Leigh     | Montse Miralles     |
| Michael Kitchen      | Hugh Perceval    | Toni Sevilla        |
| Simon Russell Beale  | Cotes-Preedy     | Francesc Belda      |
| Toby Jones           | Arthur Jacobs    | Pep Sais            |
| Robert Portal        | David Orton      | Jordi Boixaderas    |
| Philip Jackson       | Roger Smith      | Arseni Corsellas    |
| Dougray Scott        | Arthur Miller    | Juan Antonio Bernal |
| Dominic Cooper       | Milton Greene    | Manel Gimeno        |
| Richard Clifford     | Richard Wattis   | Jaume Comas         |
| Judi Dench           | Sybil Thorndike  | Maria Lluïsa Solà   |
| Zoe Wanamaker        | Paula Strasberg  | Enriqueta Linares   |
| Emma Watson          | Lucy             | Núria Trifol        |
| Derek Jacobi         | Owen Morshead    | Ricard Solans       |
| David Rintoul        | Dr. Connell      | Jaume Costa         |
| Jim Carter           | Barry            | Desconegut          |
| Geraldine Somerville | Lady Jane Clark  | Desconegut          |
| Karl Moffatt         | Jack Cardiff     | Desconegut          |

## Producció

### Gènesi
El 2004, Curtis contacta amb el productor David Parfitt i li proposa fer una pel·lícula basada en The Prince, The Showgirl and Me i My Week with Marilyn , dos relats escrits per Colin Clark a partir dels seus records amb Marilyn Monroe. Adrian Hodges escriu i ajusta el guió. Curtis i Parfitt van llavors a la BBC Films i a la UK Film Council; Harvey Weinstein accepta finançar el film. La meva setmana amb Marilyn és rodada a finals del 2010, amb Michelle Williams en el paper principal, Kenneth Brannagh com sir Laurence Olivier, Julia Ormond com Vivien Leigh i Emma Watson com Lucy, ajudanta de l'estrella (el seu primer paper des de la fi de la saga Harry Potter).

### Audició

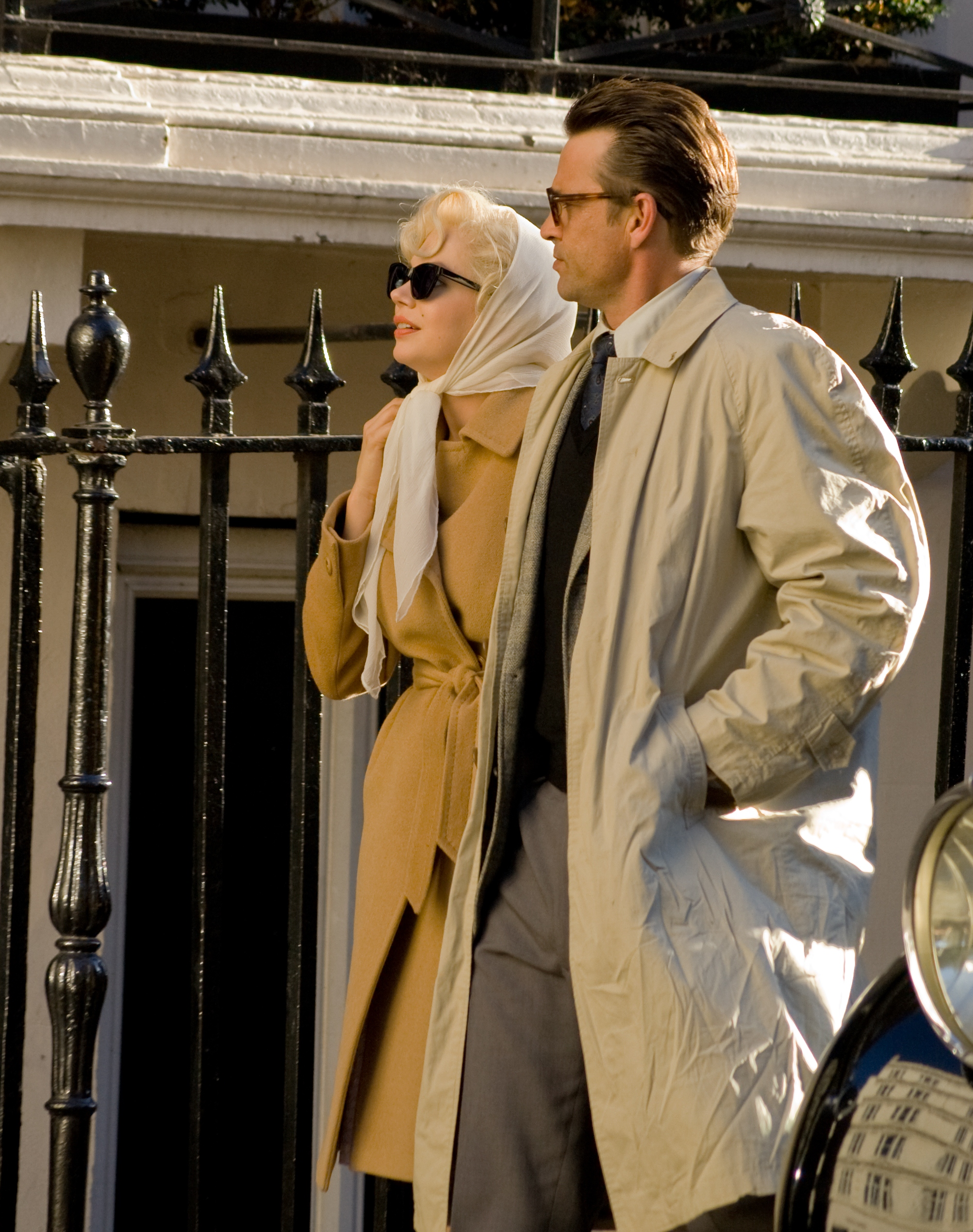
Michelle Williams i Dougray Scott en el rodatge de Mayfair

Scarlett Johansson va ser temptada pel paper de Marilyn Monroe, i ella va refusar; Michelle Williams va ser llavors escollida. Emma Watson era un personatge secundari.
Per interpretar Laurence Olivier, la tria va portar de seguida a Kenneth Branagh: la seva passió comuna per a William Shakespeare els unia des de fa molt de temps.
Catherine Zeta-Jones va ser temptada per interpretar Vivien Leigh, però va declinar per passar més temps amb el seu marit Michael Douglas, en convalescència d'un càncer del coll el 2010. Després del rebuig de Catherine Zeta-Jones, la direcció s'ha girat cap a Rachel Weisz; treballava llavors en tres projectes, i va refusar també. Elaine Hendrix va ser durant un temps proposada pel paper, però Julia Ormond va ser l'escollida.

## Anàlisi
Simon Curtis: "Per a nombroses persones, Marilyn és més una icona que una actriu. No han vist tant les seves pel·lícules com tenen el seu retrat. El meu mètode en aquest projecte era d'enamorar-se de la primera de les dues memòries escrites per Colin Clark. Com a antic ajudant-director al Royal Court Theatre, he trobat això fascinant
Simon Curtis compara la seva pel·lícula amb  Lost in Translació  de Sofia Coppola: dues persones entren accidentalment en l'òrbita de l'altre, compartint una intimitat en les seves solituds respectives, donant-se consol i amistat, per acabar separant-se definitivament.

## Al voltant de la pel·lícula
- Michelle Williams guanya per al seu paper el Globus d'Or a la millor actriu musical o còmica 2012, premi que la real Marilyn Monroe va guanyar igualment 52 anys abans, el 1960.
- Kenneth Branagh interpreta Laurence Olivier en aquesta pel·lícula. Branagh i Olivier tots dos han interpretat i dirigit versions cinematogràfiques de William Shakespeare: Othello, Hamlet i Henry V. A les seves pel·lícules respectives sobre Hamlet i Henry V, juguen tots dos el paper del títol, mentre que per a Othello, si Laurence Olivier ho accepta, Branagh escull interpretar el sinistre Iago. D'altra banda, Laurence Olivier ha dirigit i interpretat Ricard III , peça que Branagh ha gravat per a la ràdio i un llibre sobre l'obra. Finalment, les dues personalitats es van reunir a la pel·lícula Sleuth : Olivier actua a la versió 1972 Mentre Branagh dirigeix la de 2007.
- Judi Dench, que interpreta Sybil Thorndike, explica que ha tingut l'ocasió de trobar-la moltes vegades; la primera vegada va tenir lloc el 1958, quan Dench participava en l'obra  Romeo i Julieta al Old Vic Theatre: "She came round to see us afterwards and was so charming. We were young actors and she was lovely to us and strongly encouraging and gentle. I think they got very, very close to how Dame Sybil was in the script ."[6]

## Rebuda

### Crítica
La meva setmana amb Marilyn  rep majoritàriament crítiques positives. El lloc Rotten Tomatoes afirma que el 80% dels 25 crítics han donat una opinió positiva sobre la pel·lícula, amb una mitjana de 7,3/10. El lloc Metacritic dona una nota de 67 sobre 100 indicant crítiques positives.

## Premis i nominacions

### Premis
- 2012. Globus d'Or a la millor actriu musical o còmica per Michelle Williams[9]

### Nominacions
- 2012. Oscar a la millor actriu per Michelle Williams
- 2012. Oscar al millor actor secundari per Kenneth Branagh[10]
- 2012. Globus d'Or a la millor pel·lícula musical o còmica
- 2012. Globus d'Or al millor actor secundari per Kenneth Branagh
- 2012. BAFTA a la millor pel·lícula britànica
- 2012. BAFTA a la millor actriu per Michelle Williams
- 2012. BAFTA al millor actor secundari per Kenneth Branagh
- 2012. BAFTA a la millor actriu secundària per Judi Dench
- 2012. BAFTA al millor vestuari per Jill Taylor
- 2012. BAFTA al millor maquillatge i perruqueria per Jenny Shircore